# Marian Jurečka
Marian Jurečka, né le 15 mars 1981 à Přerov, est un homme politique et agriculteur tchèque, membre de l'Union chrétienne démocrate - Parti populaire tchécoslovaque (KDU-ČSL).

## Biographie
En 1999, il adhère à la KDU-ČSL. Ayant échoué à être élu aux municipales de 2002, 2006 et aux régionales de 2010, il remporte un mandat au conseil régional d'Olomouc en 2012.
Élu à la Chambre des députés lors des élections législatives anticipées des 25 et 26 octobre 2013, il est ministre de l'Agriculture du 29 janvier 2014 au 13 décembre 2017.